# Аттікі (станція метро)
«Аттікі» (грец. Αττική) — пересадна станція Лінії 2 та Афіно-Пірейської залізниці, Афінського метрополітену. Розташована за 12,243 км від станції метро «Пірей». Як станція метро була відкрита 30 червня 1949 року. Стара частина станції зараз використовується як тролейбусне депо державною компанією ILPAP.